# بييرو مانزوني
بييرو مانزوني (بالإيطالية: Piero Manzoni)‏ (13 يوليو 1933 - 6 فبراير 1963) فنان إيطالي يعرف بفنه السخروي المفاهيمي. متأثراً بأعمال يفيس كلاين، سبقت أعماله وأثرت بصورة مباشرة في أعمال جيل من الفنانين الشباب الإيطاليين.

## روابط
- المعرض الدولي للعدم